# 東シベリア

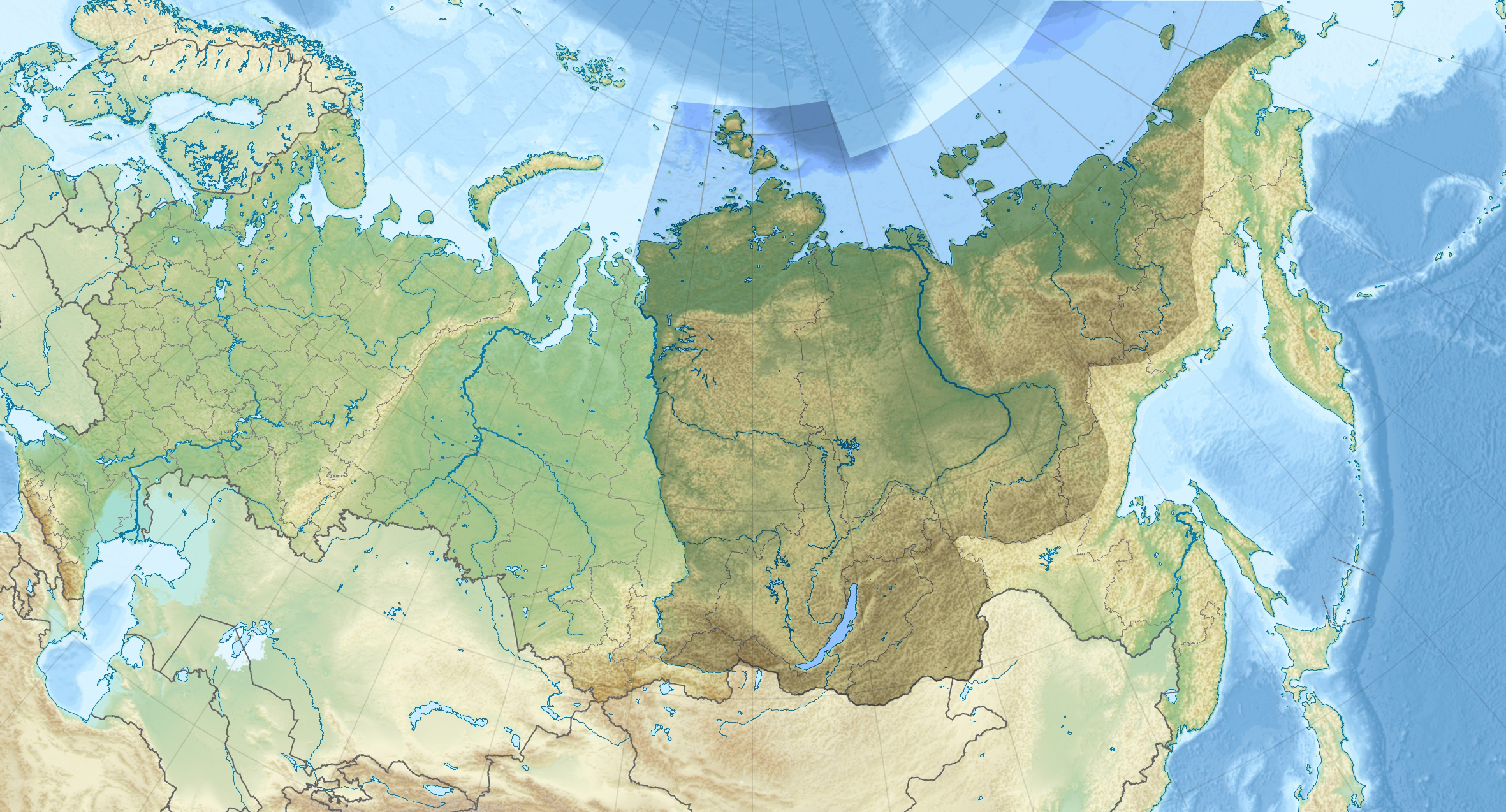
暗く塗った地域が東シベリア

東シベリア（ひがしシベリア、ロシア語: Восто́чная Сиби́рь、サハ語:Илин Сибиир、英語: Eastern Siberia）は、ロシア・シベリアの東部、伝統的にはシベリア三大河川の真ん中のエニセイ川から東で、太平洋海岸までを指す。近年、伝統的なシベリアから最も西のウラル連邦管区と最も東の極東連邦管区を除くシベリア連邦管区が設立されたため、その場合はシベリア連邦管区のエニセイ川よりも東で東方太平洋斜面の河川の分水嶺までを指し、その東は極東連邦管区になる。

## 地理
東シベリア（シベリア連邦管区の東部）の面積は7,200,000平方キロメートルである。その大部分はタイガ性の中央シベリア高原になっていて、北はツンドラ低地、南と東は西サヤン山脈と東サヤン山脈高い山々、ザバイカルの山脈がある。ここには、ロシア最大の川であるエニセイ川とレナ川が流れている。
東シベリア内には、クラスノヤルスク地方、ザバイカリエ地方、イルクーツク地区、サハ共和国、トゥバ共和国、ブリヤート共和国がある。
東シベリア最大の都市はクラスノヤルスクで、その他の大都市にはイルクーツク、ウランウデ、チタ、ヤクーツク、アンガルスク、ブラーツク、ノリリスクがある。
代表的な植生はタイガである。東シベリアのタイガは、北の森林ツンドラの境界から南のモンゴルとの国境まで、約5,000,000km²のスペースに広がり、そのうち3,455,000km²は針葉樹林に占められている。
東シベリアのタイガの土壌と植生は、ツンドラ地域と森林地域よりも有利な条件で発達している。幸いなことに、隣りの西シベリアよりもしっかりした、岩盤の石質の溶岩の上に、石が多く、しばしば薄い土壌が形成されている。
東シベリアには湿地がほとんどなく、湿地があるのは主に平坦で、排水が弱い流域の低地にある。
東シベリアには、さまざまな景観と植物群落がある。この地域には、北極圏の永久凍土、乾燥した草原、タイガ、そして独特な高山の風景、タイミル半島の広葉樹林に出会うことができる。

## 経済
東シベリア経済地区がある。東シベリア・太平洋石油パイプラインがタイシェトからナホトカ湾のコズミノ港まで敷かれている。これにほぼ平行して、ヤクーチアから「シベリアの力」（Power of Siberia）ガスパイプラインが計画されている。